# Kostel Všech svatých (Butovice)
Kostel Všech svatých ve Studénce-Butovicích je barokní kostel postavený v letech 1775–1781 (věž v roce 1830). Nalézá se na severozápadním okraji města Studénka, v části Butovice. Vlastní a využívá jej Římskokatolická církev jakožto farní kostel místní farnosti, od 50. let 20. století spravované společně s farností Studénka. Dne 3. května 1958 byl prohlášen za kulturní památku č. 16201/8-2106.

## Historie
Kostel byl zřejmě součástí plánu vsi Butovice již při její lokaci a stál zde ve 14. století, doložen je spolehlivě až k roku 1434. Původní dřevěný kostel byl zasvěcen Neposkvrněnému Početí Panny Marie a při jeho bourání roku 1775 prý našel tehdejší duchovní správce Butovic, bartošovický farář Karel Fuchs, ve věžičce pergamenovou listinu, nyní nezvěstnou, datovanou k roku 1372, v níž si butovický farář stěžoval na místního fojta, že mu neplatí desátek.
V 16. a počátkem 17. století byli v Butovicích protestantští faráři. Za třicetileté války farnost zanikla a Butovice byly přifařeny k Bartošovicím. V 17. století je již dosvědčeno zasvěcení kostela Všem svatým, kostelík však chátral; podle popisu z roku 1672 byl zcela dřevěný a měl jen chudé vybavení: jeden, a to znesvěcený oltář, jeden pozlacený stříbrný kalich, čtyři kasule, křtitelnici a tři zvony. Roku 1667 byl vykraden a zloději odnesli i písemnosti a cennosti, které v něm uchovávala obec. Proto také byla roku 1668 založena dochovaná kostelní registra, zachycující majetek kostela; ten byl ale velmi skrovný a zahrnoval pouhé dvě zahrady.
Od poloviny 18. století usilovala vrchnost a obec o zřízení samostatné duchovní správy. K tomu bylo ale potřeba postavit nový kostel, neboť starý dřevěný byl zchátralý a nedostačoval počtu obyvatel – byl i menší než poutní kaple svaté Anny v Butovicích. V ní se také konaly bohoslužby, zejména v době stavby nového kostela, jež proběhla v letech 1775–1781. Vedle vlastních zdrojů se na zbudování finančně podílela obec i vrchnost, hrabě František Xaver z Harrachu. Stavba byla zděná a zahrnovala zprvu pouze loď a kněžiště kostela. Až roku 1830 byla nákladem náboženské matice přistavěna i věž; z této doby pochází definitivní podoba průčelí a původní šindelová střecha byla nahrazena plechovou. Roku 1784 byla obnovena butovická farnost a z konce 18. století pocházejí také nejcennější části kostelního mobiliáře.
Významnější opravy kostela se týkaly vesměs věže a střechy a konaly se v polovině 20. let 20. století, po druhé světové válce, v níž byl kostel poškozen, a v letech 1998–2000.

## Popis

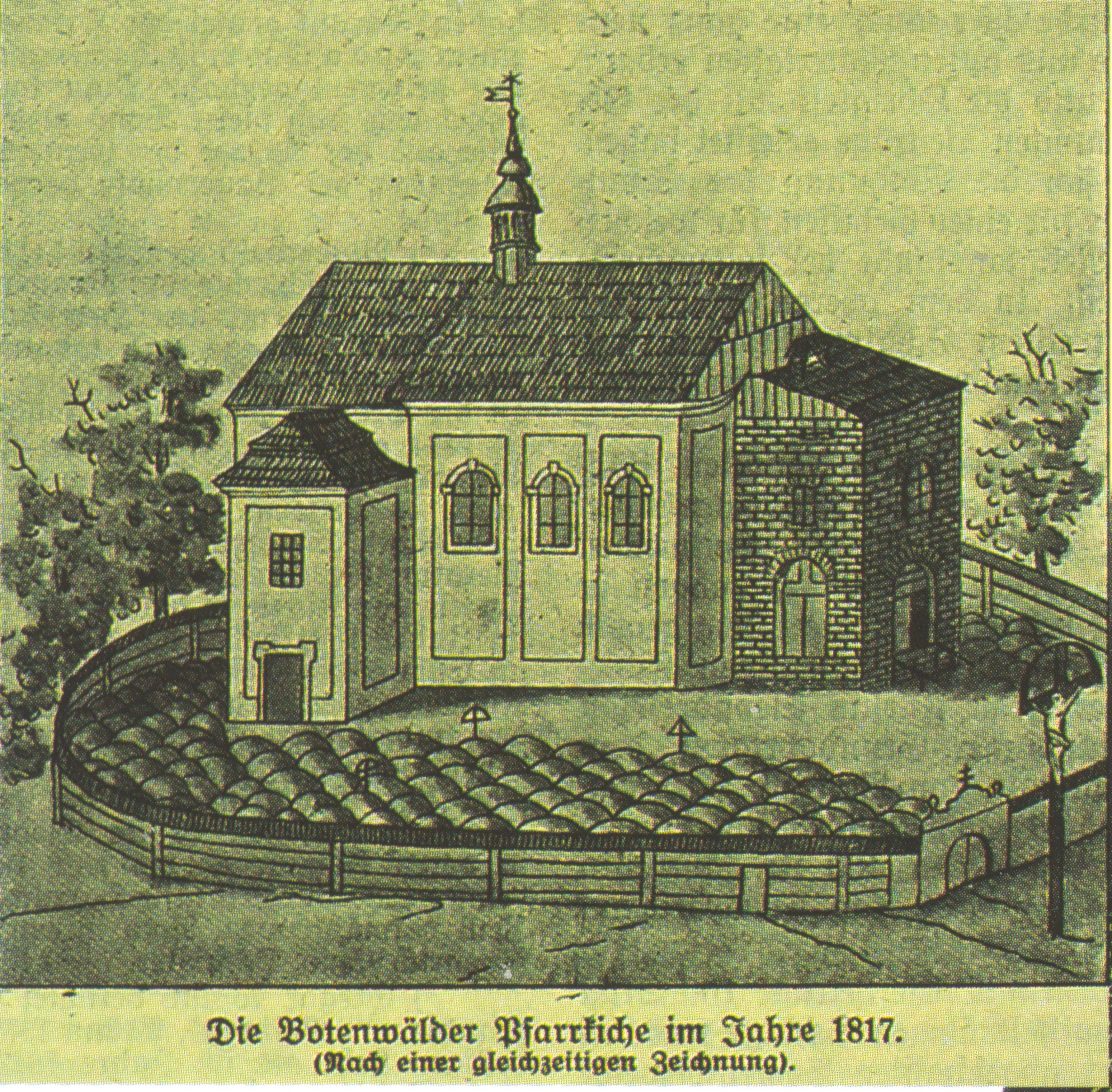
Kostel Všech svatých v roce 1817, kresba F. Kledenského

Kostel Všech svatých v Butovicích je jednolodní barokní stavba. Stojí na návrší nad původním centrem obce, a to na vysoké podnoži vyrovnávající svažitost terénu. Není orientován. Na obdélníkovou loď navazuje vzadu užší, ale stejně vysoké, půlkruhově uzavřené kněžiště, vpředu pak obdélníková empírová předsíň s hranolovou věží. Dolní částí věže prochází hlavní vchod do kostela, k němuž stoupá široké jednoramenné schodiště. Po stranách kněžiště se nacházejí jednak pobočná kaple s křtitelnicí, jednak sakristie s oratoří kněze v patře.
Střecha lodi a kněžiště je sedlová, se sanktusovou věžičkou, střechy kaple a sakristie jsou mansardové, věž je završena cibulovou bání s lucernou. Boční fasády lodi jsou tříosé, okna mají půlkruhové záklenky a uprostřed bočních zdí se nacházejí pravoúhlé boční vchody (z nichž jeden je nyní využíván k běžnému vchodu do kostela). Podobná dvě okna jsou v kněžišti, na věži se nacházejí tři menší půlkruhově zaklenutá okna a hodiny. Fasáda je hladká, jen s prostými lisénovými rámci a profilovanou římsou.
Loď je zaklenuta třemi poli pruské klenby, pilíře mají konkávně vybrané boční strany a zepředu je flankují pilastry zakončené kompozitními hlavicemi. Rovněž v kněžišti tvoří klenbu jedno pole pruské placky a v závěru pak koncha se třemi výsečemi. Kaple a sakristie mají valenou klenbu a štukovou výzdobu. V lodi proti kněžišti je zděná hudební kruchta nesoucí varhany, pod ní je podkruchtí navazující na předsíň pod věží. V roce 2015 byly všechny vchody nově zrenovovány a nyní se používají pro běžný vchod do kostela, v předsíni předních dveří se využívá místa v období Velikonoc či adventu pro instalaci Božího hrobu nebo Betléma.
Malba na stropě v kněžišti znázorňuje ve více polích Povýšení sv. Kříže. Vitráž ve dvou oknech kněžiště znázorňuje svaté Cyrila a Metoděje; byla pořízena po druhé světové válce, na jejímž konci byla zničena původní okenní výzdoba.
V kostele je cenný soubor barokního mobiliáře, zejména hlavní stolový oltář, dva vysoké vyřezávané boční oltáře a kazatelna vrcholně barokních tvarů s polychromovanou sochařskou výzdobou (andělé, Tři králové, sv. Řehoř…). Na oltářích se nacházejí tři obrazy od fulneckého malíře Johanna Georga Frömmela z let 1788 a 1799: na hlavním oltáři obraz Všech svatých a na bočních obrazy Ukřižování a Narození Páně. V kostele se nacházejí další volně umístěny dřevěné, zčásti polychromované sochy (sv. Filip, sv. Jakub, P. Marie Lurdská, sv. Antonín z Padovy, sv. František z Assisi, sv. Josef s Ježíškem…) a obrazy (Křížová cesta) z různých období od konce 18. století.
V 19. století měl kostel tři zvony datované lety 1583, 1658 a 1763 a menší zvony z let 1808 a 1840. Tři z nich však byly rekvírovány za první světové války a tři zvony, které je v roce 1928 nahradily, byly zabaveny za druhé světové války. Dodnes se dochoval zvon odlitý roku 1658 Hansem Knauffem v Opavě, pořízený obcí Butovice a nesoucí nápis se jmény jejích tehdejších představitelů: faráře Moritze Gerschmana, rychtáře Georga Kuntze a starosty Michela Ulricha.
Původní hřbitov v bezprostřední blízkosti kostela byl odstraněn, zachovaly se jen některé náhrobky; na hroby původních německých obyvatel upomíná pamětní deska na vnější zdi kostela. Současný hřbitov se nachází v odstupu za kostelem. Přístup k čelnímu vstupu vede branou, k bočnímu vstupu vedou z údolí betonové schody, při jejichž patě se nachází budova bývalé fary, nyní sídla Charity Studénka.